# Alfa del Fènix
Alfa del Fènix (α Phoenicis) és l'estrella més brillant a la constel·lació del Fènix, (Phoenix). Té el nom tradicional de Ankaa (Fènix en Àrab). Els astrònoms àrabs medievals veien en aquesta constel·lació un "dhow", un vaixell, d'aquí el nom de l'estrella: Nair al-Zaurak, és a dir, "la brillant del vaixell".
Alfa del Fènix és similar a motes estrelles visibles en el cel, és una subgeganta taronja d'un tipus espectral relativament normal. Hom creu que està enmig d'una curta però estable fase de la seva evolució estel·lar en què crema heli; de totes maneres probablement no tardarà molt en termes astronòmics en expulsar una nebulosa planetària i acabar la seva via silenciosament com una nana blanca. Hom sap que Alfa del Fènix té una companya estel·lar, però actualment no se sap quasi res de la companya.